# 오우치 효에
오우치 효에(大内 兵衛, 1888년 8월 29일 ~ 1980년 5월 1일)는 일본의 경제학자이다. 
도쿄 제국대학 경제학과를 졸업하고 재무성에서 근무하다가 신설된 도쿄 제국대학 경제학부에 들어가 조교수가 되었다. 1920년 모리토 다쓰오의 필화 사건에 연루되어 처벌받고 하이델베르크 대학교에 유학하였다가 1923년 복직했다. 1938년 제2차 인민전선 사건으로 검거되어 기소되면서 휴직하여 전후인 1945년 11월에 복직하였다.
1950년부터 1959년까지 호세이 대학 총장을 지냈으며 1953년 일본통계학회 회장을 맡았다. 1965년 훈1등 서보장을 받았다. 1980년 5월 1일 사망했다.